# Sofia Carson
Sofia Carson, pseudonimo di Sofía Daccarett Char (Ft. Lauderdale, 10 aprile 1993), è un'attrice, cantante e ballerina statunitense.
È nota soprattutto per aver interpretato il personaggio di Evie, la figlia della Regina Cattiva, in Descendants, il film Disney per la televisione del 2015; altre interpretazioni di rilievo sono quella di Lola Perez in Adventures in Babysitting con la collega Sabrina Carpenter e quella di Cassie Salazar in Purple Hearts, un film originale Netflix del 2022 di cui lei stessa è anche produttrice.

## Biografia
Nasce a Fort Lauderdale, Florida, il 10 aprile 1993 da José F. Daccarett e Laura Char, emigrati dalla Colombia alla Florida. Carson è irlandese, palestinese e siriana nelle radici dei suoi genitori. Già all'età di tre anni, inizia a prendere lezioni di danza e per 17 anni ha praticato jazz, hip hop, flamenco, moderno, contemporaneo e tip tap. Nel 2001 partecipa alla sua prima produzione musicale interpretando Dorothy ne Il Mago di Oz al Rivera Theatre di Miami. E l'anno successivo frequenta la University of Miami's Musical Theatre Summer Intensive e nell'estate 2002 inizia ad insegnare canto e danza partecipando inoltre nei teatri della Florida. Nel 2006 inizia a prendere lezioni di canto classico. Carson, inoltre, oltre ad essersi diplomata alla St. Hugh School e laureata al Carrollton School of the Sacred Heart, ha iniziato gli studi alla UCLA seguendo i corsi per le comunicazioni in lingua francese. Carson infatti parla tre lingue: Spagnolo, Inglese, Francese.

## Carriera

### Attrice

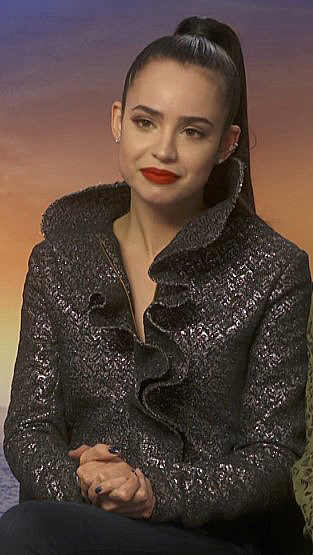
Sofía Carson ad ottobre 2017

Sofia Carson inizia la sua carriera nel campo televisivo partecipando come guest star in un episodio della serie Austin & Ally su Disney Channel nel 2014 e in alcuni episodi della serie Faking It - Più che amiche di MTV.
La sua notorietà è cresciuta con il film Disney per la televisione, Descendants, nel quale ricopre il ruolo di Evie, la figlia della Regina Cattiva; diretto da Kenny Ortega -conosciuto per aver diretto e coreografato i primi 3 capitoli della serie High School Musical. Il film è uscito sul Disney Channel il 31 luglio 2015.
Il 9 gennaio 2015 viene scelta per interpretare il ruolo di Lola Perez in Adventures in Babysitting, film Disney per la televisione del 2016, le cui riprese iniziarono nella primavera 2015 affiancata da un'altra stella di Disney Channel, Sabrina Carpenter. Nel marzo 2016 è stato annunciato che la Carson interpreterà il ruolo di Tessa Golding nel quarto capitolo della serie basata su Cenerentola dal titolo A Cinderella Story: If the Shoe Fits e nell'aprile dello stesso anno, insieme a Sabrina Carpenter, è stata una della presentatrici dei Radio Disney Music Awards esibendosi con il suo singolo di debutto Love Is the Name.
Nel 2016 ha partecipato ad un episodio di Soy Luna come ospite speciale.
Sofia Carson è tornata in tv con il ruolo di Evie in Descendants 2 e successivamente ha prestato la sua voce al personaggio Keemia nella serie animata Marvel Spider Man il cui episodio è uscito il 16 settembre 2017 su Disney XD.
Il 29 gennaio 2018 viene annunciata la sua partecipazione in Pretty Little Liars: The Perfectionists.
Nel 2020 recita nel film Netflix, Feel The Beat, uscito il 19 giugno dello stesso anno. Sempre nel 2020 viene ingaggiata per interpretare Sara nel film thriller pandemico diretto da Michael Bay Songbird al fianco dell'attore KJ Apa.
Nel 2022 partecipa al film originale netflix Purple Hearts nel quale interpreta la protagonista, Cassie Salazar, di fianco all’attore Nicholas Galitzine.
Nel 2024 recita nel thriller Netflix Carry-On, nel ruolo della protagonista femminile Nora Parisi, al fianco di Tharon Egerton e Jason Bateman, prodotto da Amblin. Il film è stato riconosciuto come il secondo più visto globalmente nella storia della piattaforma streaming.
Nel marzo 2025 recita, sempre per Netflix, nella commedia drammatica La lista dei miei desideri (The Life List) nel ruolo della protagonista Alex Rose, al fianco di Connie Britton, Kyle Allen e Sebastian De Souza.

### Cantante

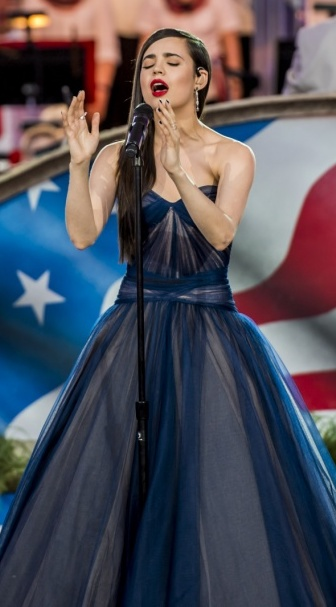
Sofia Carson al concerto "A Capitol Fourth" di luglio 2017

La carriera come cantante per la Carson ha inizio nel 2012 nell'ambito della Broadcast Music Incorporated. Il 1 settembre 2015 firma il suo primo contratto discografico con la Hollywood Records è annuncia di essere in studio a registrare il suo primo album di debutto, Love Is the Name; il 10 aprile 2016 viene pubblicato il singolo omonimo (discusso da molti, in quanto definito una “copia rivista” del brano «Live Is Life» del gruppo austriaco Opus), seguito da I'm Gonna Love You il 26 agosto dello stesso anno.
In collaborazione con J. Balvin la Carson ha realizzato un remix di Love Is The Name e successivamente ha pubblicato altri due brani, Back to Beautiful (in collaborazione con Alan Walker e Stargate in due diverse versioni) e Ins and Outs.
Il 23 Agosto 2018 Sofia, assieme a R3hab, pubblica la sua canzone Rumors. Sempre nel 2018 Sofia collabora con Alan Walker nella canzone Different World e con i Galantis nella canzone San Francisco.
Nel 2019 collabora con i Grey nel singolo Gray Area. Nel 2020 collabora nuovamente con R3hab incidendo due nuovi singoli, I Luv U e Miss U More Than U Know. Sempre nel 2020 pubblica i singoli da solista Guess I'm A Liar e Hold on to Me, a cui fa seguito Fool's Gold nel marzo 2021. Nel marzo 2022, dopo aver pubblicato il singolo Loud, Carson pubblica un album in studio eponimo, il primo della sua carriera.
Carson ha anche realizzato vari brani per alcuni dei film a cui ha partecipato, in particolar modo per la saga di Descendants: fra gli altri Rotten To The Core (anche in versione solista), Ways To Be Wicked, Space Between, Chillin Like A Villain, You and Me, It's Going Down, One Kiss, Good Is The New Bad e Night Falls. Oltre a questi brani, Carson ha anche realizzato il brano Wildside con Sabrina Carpenter per il film Adventures in Babysitting. L'artista ha inoltre realizzato una versione natalizia del brano di Descendants 2 Chillin Like A Villain intitolata Chillin Like A Snowman. Nel 2022 si aggiunge il brano che sta riscontrando molto successo, Come Back Home, tratto dal film Purple Hearts nel quale Sofia Carson interpreta la protagonista (oltre ad essere produttrice).
Nel 2024 rilascia i singoli I Hope You Know e Joke's On Me. Inoltre nel medesimo anno pubblica la collaborazione con il tenore Andrea Bocelli sulle note di Moon River che avevano già cantanto nel corso del concerto " Andrea Bocelli 30- The Celebration" tenutosi nel luglio 2024 a Lajatico e che fa parte dell'album Duet, nonché Silent Night per l'album di Natale.

## Filmografia

### Attrice

#### Cinema
- Tini - La nuova vita di Violetta (Tini: El gran cambio de Violetta), regia di Juan Pablo Buscarini (2016)
- A Cinderella Story: Se la scarpetta calza (A Cinderella Story: If the Shoe Fits), regia di Michelle Johnston (2016)
- Feel the Beat, regia di Elissa Down (2020)
- Songbird, regia di Adam Mason (2020)
- Purple Hearts, regia di Elizabeth Allen Rosenbaum (2022)
- Il mio anno ad Oxford (My Oxford Year), regia di Iain Morris (2025)

#### Televisione
- Austin & Ally – serie TV, episodio 3x08 (2014)
- Faking It - Più che amiche – serie TV, 1x03-1x07 (2014)
- Descendants – film TV, regia di Kenny Ortega (2015)
- Soy Luna – serial TV, 3 episodi (2016-2018)
- Walk the Prank – serie TV, episodio 1x05 (2016)
- Adventures in Babysitting – film TV, regia di John Schultz (2016)
- Descendants 2 – film TV, regia di Kenny Ortega (2017)
- Famous in Love – serie TV, 3 episodi (2018)
- Pretty Little Liars: The Perfectionists – serie TV, 10 episodi (2019)
- Descendants 3 – film TV, regia di Kenny Ortega (2019)
- Carry-On, regia di Jaume Collet-Serra (2024)
- La lista dei miei desideri (The Life List), regia di Adam Brooks (2025)

### Doppiatrice
- Descendants: Wicked World – serie TV, 18 episodi (2015-2017)
- Marvel's Spider-Man - serie TV (2017)
- Elena di Avalor - serie TV, 1 episodio (2019)
- My Little Pony: A New Generetion - film, 1h 31m (2021)
- Descendants - Il matrimonio reale (Descendants: The Royal Wedding) - cortometraggio (2021)

## Discografia

### Album in studio
- 2022 – Sofia Carson

### Colonne sonore
- 2015 – Descentants: Movie Soundtrack
- 2016 – A Cinderella Story: If the Shoe Fits
- 2017 – Descentants 2: Movie Soundtrack
- 2019 – Descentants 3: Movie Soundtrack
- 2021 - My Little Pony: una nuova generazione
- 2022 – Purple Hearts

### Singoli
- 2015 – Rotten to the Core
- 2016 – Love Is the Name
- 2017 – Back to Beautiful (ft. Alan Walker)
- 2017 – Ways to Be Wicked (ft. Dove Cameron, Booboo Stewart e Cameron Boyce)
- 2017 – Chillin' Like a Villain (ft. Booboo Stewart, Cameron Boyce e Mitchell Hope)
- 2017 – Space Between (ft. Dove Cameron)
- 2017 – Ins and Outs
- 2017 – Chillin' Like a Snowman
- 2018 – Rumors (ft. R3HAB)
- 2018 – Different World (ft. Alan Walker)
- 2018 – San Francisco (ft. Galantis)
- 2019 – Good to Be Bad (ft. Dove Cameron, Booboo Stewart e Cameron Boyce)
- 2019 – One Kiss
- 2019 – I Luv U (ft. R3HAB)
- 2019 – Ciclo Sin Fin
- 2019 – Grey Area (ft. Grey)
- 2020 – Miss U More Than U Know (ft. R3HAB)
- 2020 – Guess I'm a Liar
- 2020 – Hold on to Me
- 2021 – Fool's Gold
- 2021 – He Loves Me, But…
- 2022 – Loud
- 2022 – Come Back Home
- 2022 – Applause
- 2024 – I Hope You Know
- 2024 – Joke's On Me

## Doppiatrici italiane
Nelle versioni in italiano delle opere in cui ha recitato, Sofia Carson è stata doppiata da:
- Ludovica Bebi in Descendants, Adventures in Babysitting, Descendants 2, Soy Luna, Descendants 3, Songbird, Purple Hearts, Carry On, La lista dei miei desideri, Il mio anno a Oxford
- Rossa Caputo in Tini - La nuova vita di Violetta,  Cinderella, Pretty Little Liars: The Perfectionists
- Alice Bertocchi in Faking it - Più che amiche
- Virginia Brunetti in Austin & Ally
- Roisin Nicosia in Feel the Beat

Da doppiatrice è sostituita da:
- Ludovica Bebi in Descendants: Wicked World, Descendants - Il matrimonio reale
- Francesca Bielli in My Little Pony: A New Generation